# Déplacés internes
 (avril 2014).

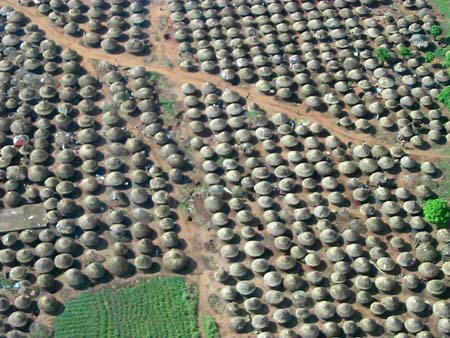
Le camp de Kitgum pour déplacés internes dans le nord de l'Ouganda (après 1996).

Le terme « déplacés internes » désigne des personnes contraintes de fuir leur lieu de vie d’origine, mais demeurant dans leur État d'origine. Elles sont aussi appelées « personnes déplacées dans leur propre pays » (en anglais, internally displaced persons, IDP). Cette définition implique d'une part, une notion de coercition, et d'autre part, le fait que les populations touchées ne franchissent pas les frontières reconnues par la communauté internationale.
En 2016, sur 65,6 millions de personnes déplacées dans le monde (record historique), 40,3 millions étaient des déplacés internes (contre 22,5 millions de réfugiés et 2,8 millions de demandeurs d'asile).

## Définition
Selon les Principes directeurs de l’Organisation des Nations unies relatifs au déplacement de personnes à l’intérieur de leur propre pays : 
« Les déplacés internes sont des personnes ou des groupes de personnes qui ont été forcés ou contraints de fuir ou de quitter leur foyer ou leur lieu de résidence habituel, notamment en raison d’un conflit armé, de situations de violence généralisée, de violations des droits de l’Homme ou de catastrophes naturelles ou provoquées par l’Homme ou pour en éviter les effets, et qui n’ont pas franchi les frontières internationalement reconnues d’un État,. »
Cette définition reflète deux critères fondamentaux du déplacement interne : d’une part, le fait que le mouvement de population est involontaire, et d'autre part, que ce mouvement se produit à l’intérieur des frontières nationales.
Ainsi les déplacés internes se distinguent des réfugiés, qui en franchissant les frontières ne se trouvent donc plus sous la protection de leur pays d’origine. Les déplacés internes demeurent des citoyens de leur pays, et l'État reste juridiquement responsable de leur protection et de leur bien-être.

## Fondements culturels du phénomène migratoire
Même s’il s'agit de déplacements justifiés par des contraintes, le déplacement des personnes à l’intérieur de leur pays implique aussi une analyse rationnelle des caractéristiques des territoires de départ et des destinations potentielles, ainsi que les représentations qu'en ont les intéressés.
Selon la théorie du processus d’attraction-répulsion, élaborée par R.D. Mackenzie dans les années 1920 et appuyée entre autres par D. Bogue en 1961, chaque pays, ville ou région est dotée d’une charge attractive ou répulsive qui conditionne les flux migratoires d’entrée ou de sortie. Cette charge dépendrait des perceptions et des valeurs culturelles construites socialement et partagées au sein de groupes sociaux, de cultures nationales ou de civilisations.

## Les causes
L’une des principales sources de complexité du sujet des déplacements internes est la multiplicité des causes du déplacement forcé, parmi lesquelles:
- Conséquences des conflits armés sur les populations civiles : destruction, pillage, exactions des forces d'occupation... Par exemple : exode de 1940 en France.
- Troubles internes : corruption endémique, instabilité de l'autorité de l'État et des forces de maintien de l'ordre en particulier, les violations des droits de l’Homme[7].
- Transferts forcés de population : les évictions et réinstallations forcées du fait d'une intention explicite, comme les déplacements de populations pour motifs ethniques ou raciaux, l'installation de colons dans une zone où des populations chassées vivaient auparavant. Exemples : Colonisation israélienne en Cisjordanie, Déportation des peuples en URSS.
- Catastrophes environnementales naturelles ou d'origine anthropique : ouragans, séismes, inondations, conséquences écologiques et sociales de certains grands projets de développement tels que la construction de barrages ou d’oléoducs, ou encore la prospection et l'extraction minières. Exemples : Séismes de 2023 en Turquie, Ouragan Katrina en Nouvelle-Orléans, Barrage des Trois Gorges. D’après le Haut-Commissariat des Nations unies pour les Réfugiés, il y a en moyenne 21,5 millions de migrants climatiques chaque années depuis 2008[8].

## Population
La majorité des personnes déplacées le sont au sein de pays en développement dont l'autorité de l'État est détournée, affaiblie ou remise en cause, dont les services de statistiques démographiques peuvent ne pas être établis ou partiels, et dont les gouvernements peuvent de surcroît chercher à minimiser ou étouffer le phénomène. Cela rend les statistiques exactes très difficiles à constituer :
«L’un des points essentiels à considérer pour saisir le phénomène du déplacement est que la plupart des personnes déplacées vivent dans des pays en développement ayant de graves difficultés d’édification nationale : crises d’identité et d’unité nationale, impuissance des autorités, moyens limités dans le domaine de la production et de la répartition des ressources et, tout particulièrement, tensions entre les forces politiques et économiques centrales et les entités constituantes qui revendiquent le droit à l’autonomie et à la participation équitable».
Lors du déplacement forcé, les individus sont chassés de leur foyer et peuvent se retrouver privés des nécessités de base : sécurité, logement, eau et nourriture, moyens de subsistance, soutien de leur communauté. C’est pourquoi les déplacés internes fuient autant les combats, les attaques ou les violations de tout type, que leurs conséquences économiques et sociales.

### Statistiques globales
Une diminution du nombre total de déplacés internes a été constatée en 2011[réf. souhaitée]. Mais sur les 15 dernières années[Quand ?], la courbe montre globalement une hausse. Pendant la fin des années 1990, le nombre de déplacés internes dans le monde n’a pas excédé les 20 millions personnes, contrairement aux années suivantes, où leur nombre n’a cessé de s’accroître, jusqu'à atteindre le pic en 2010[réf. souhaitée].
Le nombre de personnes déplacées à l’intérieur de leur pays a atteint 26,4 millions à la fin de l’an 2011. Cela montre une décroissance, par rapport aux 27,5 millions de déplacés internes pendant l’an 2010. Selon l’IDMC (Internally Displaced Monitoring Centre), cette réduction serait attribuable au manque de clarté du statut de milliers des personnes par Khartoum[Quoi ?], parce que certaines d’entre elles ont été considérées déplacées juste après la déclaration d’indépendance du Soudan du Sud en juillet 2011, pendant que d'autres personnes sont demeurées de l’autre côté de la frontière du nouveau pays, sans jamais y être comptées.
Globalement en 2011, les causes du déplacement interne ont été fondamentalement la violence criminelle exercée par des groupes armés en Afrique Subsaharienne, par des cartels de drogue en Amérique latine ou par des affrontements armés, des mouvements de soulèvement dans le monde arabe, tel que les secousses en Côte d’Ivoire[pas clair].
| Région                      | Fin 2011 | Fin 2010 | Variation % |
| --------------------------- | -------- | -------- | ----------- |
| Afrique                     | 9,7      | 11,1     | -13 %       |
| Amérique                    | 5,6      | 5,4      | +4 %        |
| Europe et Asie Centrale     | 2,5      | 2,5      | +0 %        |
| Afrique de l'Est et du Nord | 4,3      | 3,9      | +10 %       |
| Asie du Sud-est et du Sud   | 4,3      | 4,6      | -7 %        |
| Total                       | 26,4     | 27,5     | -4 %        |

Source: [PDF] (en) « Global Overview 2011, People internally displaced by conflict and violence », Internal Displacement Monitoring Centre (IDMC), avril 2012, p. 13.

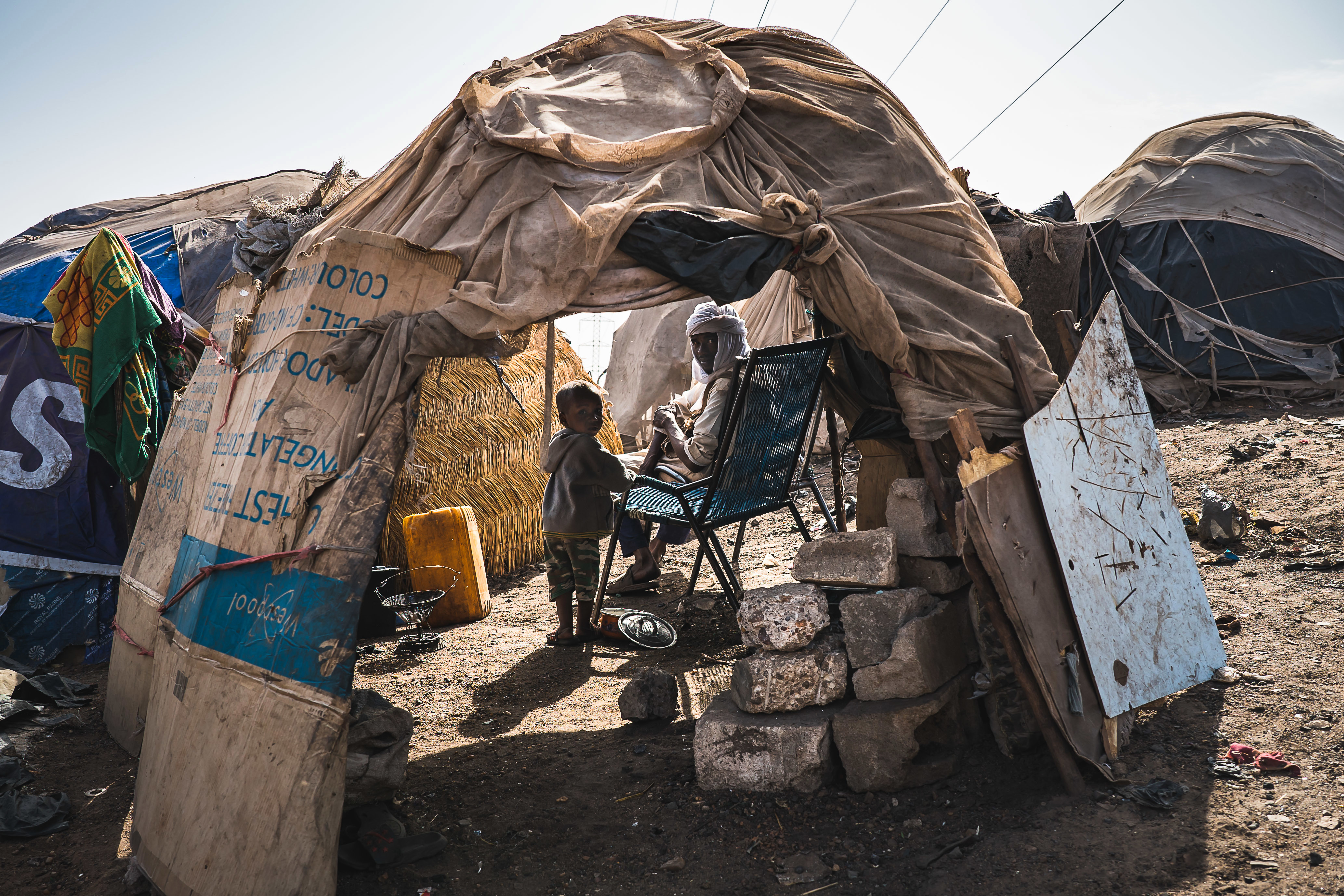
Camp en Afrique de l'Ouest (2021).

À la fin des années 2011, l’Afrique Subsaharienne a été la région connaissant le plus grand nombre de déplacés internes avec 9,7 millions, ce qui implique une diminution, par rapport aux 11,1 millions de déplacés internes de l’année 2010 et, une ratification de cette tendance depuis l’année 2004 [pas clair]. Contrairement à l’Amérique avec 5,6 millions, qui continue à augmenter le nombre de personnes déplacées à l’intérieur des pays. Inversement, c’est la première fois que depuis les six dernières années, le Sud et Sud-est Asiatique a diminué le nombre de déplacés internes à 4,3 millions en 2011. Finalement, l’Europe et l’Asie Centrale n’ont pas eu des nouveaux déplacés internes.
En 2016, les déplacés internes se situent principalement en Colombie (7,4 millions), en Syrie (6,3 millions), en Irak (3,6 millions), au Soudan, au Soudan du Sud, au Nigéria, en République démocratique du Congo (2,2 millions), au Yémen (2 millions), en Afghanistan et en Ukraine (1,8 million).

### Déplacement urbain
47 des 50 pays concernés par le déplacement des personnes à l’intérieur de leurs frontières subissent des migrations forcées en milieu urbain, généralement dans des conditions d’extrême pauvreté.
La plupart de la population mondiale réside déjà dans les villes, et près d’1,5 milliard de personnes vivent dans des logements informels et précaires. Le changement climatique et les catastrophes naturelles qui l’accompagnent, l’intensification des crises alimentaires, l’augmentation du coût de la vie et la multiplication des hostilités et des urgences complexes constituent des tendances mondiales. Ils provoquent le déplacement de millions de personnes venant de milieu rural ou des villages vers de nouveaux modes de vie en milieu urbain, et mettent ainsi le déplacement urbain au premier plan des efforts humanitaires et de développement.
Le bouleversement de la vie familiale des déplacés et du tissu social des communautés originaires augmente la vulnérabilité des habitants pauvres des villes. De cette manière, l’arrivée de nouveaux déplacés internes exerce des pressions encore plus intenses sur l’approvisionnement en eau, les infrastructures d’assainissement, les équipements, les logements et les terres, tous souvent déjà insuffisants pour la population existante. La concurrence pour les ressources et les moyens de subsistance entre les personnes déplacées et les populations d’accueil en milieu urbain vient alimenter les tensions sociales et peut entraîner de nouveaux conflits.
Par ailleurs, les migrations en milieu urbain peuvent aussi entraver la capacité des villes à planifier leur avenir. La surpopulation, l’usage de l’espace et les aménagements publics qui devraient servir à l’éducation ou aux loisirs par exemple, de même que l’étalement urbain incontrôlé, symbolisent la capacité restreinte des villes et de leurs habitants de voir leurs conditions s’améliorer ou, du moins, ne pas se détériorer.
La complexité du problème de déplacés internes en milieu urbain montre qu’ils se voient systématiquement visés par des tentatives d’extorsion et de violences verbales, physiques et sexuelles, quel que soit leur statut juridique. Certains préfèrent conserver leur anonymat, d’autres sont invisibles par le manque de renseignements à leur sujet. Alors, les déplacés internes en milieu urbain se trouvent le plus souvent hors de portée des organismes humanitaires et de développement et hors des structures formelles de l’assistance.
Les acteurs humanitaires éprouvent des difficultés à passer d’un mode d’assistance essentiellement axé sur les camps à une intervention spécialement conçue pour répondre aux risques et vulnérabilités des populations déplacées en milieu urbain.

### Impact sur les populations d'accueil
Alors que les déplacés luttent pour satisfaire leurs besoins vitaux, ils se trouvent encore davantage fragilisés par les tensions pouvant se développer entre eux et les communautés d’accueil. Ces tensions peuvent conduire à l’installation dans des zones dangereuses ou inappropriées, voire au retour forcé dans des endroits non sécurisés.
Un mécanisme d'errance peut alors s'installer : une population chassée d'un lieu s'installe dans un autre où elle est tolérée pour un temps, avant de devoir reprendre la route lorsque les tensions avec les communautés locales deviennent intenables.
L'accueil de populations déplacées internes est généralement plus propice aux brassages intercommunautaires que les déplacements internationaux du fait d'une relative proximité culturelle.

## Responsabilité face aux déplacés internes
Le Comité international de la Croix-Rouge (CICR) et une cinquantaine d'organisations et institutions humanitaires, universitaires ou de défense des droits de l’Homme, ont mené un travail permettant d'aboutir à une définition faisant consensus de la notion de protection de déplacés internes, qui comprend : 
«  toutes les activités dont le but est d’obtenir le respect complet des droits des individus selon la lettre et l’esprit des droits de l’Homme et du droit international humanitaire. Les acteurs humanitaires ou de défense des droits de l’Homme doivent conduire ces activités de manière impartiale et dénuée de toute considération liée à la race, la nationalité ou l’origine ethnique, la langue ou le sexe. »
Les activités de protection peuvent revêtir la forme d’actions d’intervention, de mesures de réparation et de construction de l’environnement, qu’elles soient distinctes ou conjuguées. Elles visent à prévenir ou faire cesser tout type de maltraitance ou en réduire les effets immédiats ; ainsi qu'à rendre aux personnes leur dignité et leur garantir des conditions de vies adéquates, grâce à la réparation, la restitution et la réhabilitation.

### Protection, assistance et prévention
Les Principes présentent clairement que contrairement aux réfugiés, les déplacés internes demeurent des citoyens de leur pays. Il revient alors en premier lieu aux États souverains la responsabilité de protéger leur population contre les génocides et autres atrocités commises en masse (Principe 3). Si les pouvoirs publics de ces pays n’en ont pas la volonté ou la capacité, ils sont censés demander ou accepter l’assistance des organisations internationales, afin de garantir le bien-être et la sécurité de déplacés (Principe 25) ; cela, en vertu du droit international, notamment les droits de l’Homme et le droit international humanitaire (Principe 5). La communauté internationale doit entreprendre les mesures nécessaires à cet effet, même si cela implique une intervention militaire (Principe 27); elle doit aussi aider les gouvernements à s'acquitter de leurs obligations vis-à-vis de leur propre population en situation de déplacement.
La nature de cette assistance peut, et doit, changer au fil du temps (pas clair, si c'est une procédure juridique, le préciser). Pour que les solutions offertes soient durables, il faut proposer à ces personnes des options, retour volontaire ou réinstallation, et leur donner la possibilité de se rétablir et de réintégrer la société en toute dignité.

## Les principes
Les Principes directeurs sont un outil opérationnel, permettant de guider les réponses des gouvernements, des travailleurs de l’humanitaire et des autres acteurs. Bien qu'ils aient uniquement un caractère descriptif et non contraignant, ces principes affirment les droits de l'Homme internationaux, le droit humanitaire et par analogie le droit des réfugiés. Les Principes directeurs ont aussi été intégrés aux lois et politiques nationales de nombreux pays.
Publiés en 1998, les Principes directeurs relatifs au déplacement de personnes à l’intérieur de leur propre pays, tels que reconnus par les États Membres en 2005 par le Sommet mondial, constituent le cadre international visant expressément les besoins et les droits des déplacés internes. Ce document guide les acteurs internationaux et nationaux lorsqu'ils subviennent aux besoins des personnes déplacées dans des domaines tels que l’alimentation, les abris et la sécurité.
Les Principes affirment le droit à être protégé contre le déplacement arbitraire, à la protection et l’assistance pendant le déplacement et à une protection au cours de toutes les phases du déplacement. Ils portent également sur les solutions durables : invitant les gouvernements à faciliter le retour de déplacés internes dans leur foyer ou, s’ils ne souhaitent pas y revenir, à les aider à s’intégrer dans la communauté d’accueil ou à se réinstaller dans une autre région de leur choix dans le pays considéré. Solutions qui doivent s’effectuer dans des conditions de dignité et de sécurité librement acceptées par les personnes concernées.
Les autorités sont également invitées à veiller à la restitution des biens de déplacés internes sinon à ce que ceux-ci soient indemnisés. Les Principes directeurs demandent une spéciale attention aux besoins spécifiques des femmes et des enfants, ainsi qu’à des groupes vulnérables tels que les personnes âgées et les handicapés.
Les Principes directeurs interdisent tout déplacement arbitraire et si, pour des raisons légitimes, le pays devait effectuer des déplacements afin d’assurer la sécurité des civils, il doit limiter les effets néfastes de l’opération, en faisant tout le possible pour protéger les déplacés internes des dangers, et en réduire le plus possible la durée. Si les pouvoirs publics n’en sont pas capables, ils peuvent demander de l’aide à la communauté internationale.